# Friederike (Operette)
Friederike ist eine Operette von Franz Lehár. Der Komponist selbst bezeichnete sein Werk als Singspiel. Das Libretto verfassten Ludwig Herzer und Fritz Löhner-Beda. Uraufführung war am 4. Oktober 1928 am Metropol-Theater in Berlin. Richard Tauber spielte den jungen Goethe; Käthe Dorsch interpretierte die Titelrolle.

## Orchester
Zwei Flöten, zwei Oboen, zwei Klarinetten, zwei Fagotte, vier Hörner, zwei Trompeten, drei Posaunen, eine Harfe, Schlagwerk und Streicher

## Handlung
Die Operette spielt im Dorf Sesenheim und in der Stadt Straßburg im Elsass, die beiden ersten Akte im Jahr 1771 und der dritte Akt 1779.

### Erster Akt
Bild: Vor dem Pfarrhaus in Sesenheim, Pfingstsonntag 1771
Der junge Dichter Goethe, der gerade in Straßburg Jura studiert, schwärmt für Friederike, eine Tochter von Jakob Brion, dem Pfarrer von Sesenheim. Er hat sich für diesen Tag zu einem Besuch angesagt. Die Mutter Friederikes hofft auf eine gemeinsame Zukunft ihrer Tochter mit Goethe. Gleichzeitig sind Weyland und Lenz, zwei Kommilitonen Goethes, an Salomea, der Schwester Friederikes, interessiert. Bei dem nun folgenden Treffen zwischen Friederike und Goethe kommen sich beide erstmals näher und küssen sich. Goethe hatte das bis dahin nicht gewagt, weil er einen Fluch fürchtete, mit dem ihn bzw. seine zukünftige Freundin eine frühere Geliebte in Straßburg belegt hatte. Nachdem er nun seinen Aberglauben überwunden hat und Friederike in seine Arme geschlossen hat, beginnt für das Paar eine kurze Zeit unbeschwerter Liebe.

### Zweiter Akt
Bild: Bürgerlicher Salon in Straßburg, Herbst 1771
Goethe ist Gast im Salon der Madame Schöll, der Tante von Friederike und Salomea, die auch anwesend sind. Salomea hat sich inzwischen für Weyland entschieden und sich mit diesem verlobt. Goethe plant an diesem Tag das gleiche mit Friederike zu tun. Er hat schon Ringe besorgt und alles scheint nach seinem Plan zu verlaufen. Weyland warnt indessen seinen Freund Goethe vor diesem Schritt, weil er nicht an dessen langfristige Treue gegenüber Friederike glaubt. Goethe ignoriert die Warnung. Dann aber kommt ein Bote aus dem fernen Weimar an, der Goethe eine Stelle am dortigen Hof offeriert. Goethe lehnt zunächst ab, weil er das Elsass und Friederike nicht verlassen will. Zudem hatte das Weimarer Angebot die Bedingung enthalten, dass er die Stelle nur unverheiratet antreten könne. Weyland greift nun ein und erklärt Friederike die Situation. Diese sieht ein, dass sie Goethes weiterer Laufbahn im Wege stehen würde. Schweren Herzens spielt sie Goethe nun ein Theater vor, in dem sie ihre Liebe zu ihm herunterspielt und mit anderen Männern flirtet. Damit erreicht sie ihr Ziel. Der verärgerte Goethe verlässt das Haus ohne Abschiedsgruß und geht nach Weimar. Friederike aber ist traurig und betrübt.

### Dritter Akt
Bild: Vor dem Pfarrhaus in Sesenheim, 1779
Acht Jahre später macht Goethe zusammen mit seinem Landesherren, dem Großherzog Karl August, noch einmal Station in Sesenheim. Er will seinem Fürsten den Schauplatz seiner großen Liebe und den Ort, an dem das Heidenröschen gedichtet wurde, zeigen. Er besucht natürlich auch das Pfarrhaus und trifft Friederike wieder, die noch immer nicht den Trennungsschmerz von damals überwunden hat. Goethe weiß, welches Opfer Friederike für ihn gebracht hat. Ein Happy End wird es aber für die beiden nicht geben. Der Fürst drängt zur Weiterreise und Goethe und Friederike verabschieden sich für immer. Friederike tröstet sich damit, dass Goethe nun der ganzen Welt gehöre und damit ein Stück weit auch ihr.

## Musiknummern
Dem Booklet der unten erwähnten CD-Veröffentlichung beim Label CPO aus dem Jahr 2009 sind folgende Musiknummern entnommen:
- Gott gab einen schönen Tag (Lied: Friederike)
- Kleine Blumen, kleine Blätter (Lied: Friederike)
- Mit Mädchen sich vertragen (Chor und Salomea)
- Die Mädels sind zum Küssen da (Chor und Salomea)
- O wie schön, wie wunderschön (Walzerlied: Goethe)
- Blick ich auf deine Hände (Duett: Goethe – Friederike)
- Lämmchen brav (Lied des Lenz)
- Sah ein Knab ein Röslein stehen (Lied: Goethe) Heidenröslein
- Elsässer Kind (Ländler: Salomea – Lenz)
- All mein Fühlen, all mein Sehnen (Duett: Friederike – Goethe)
- O Mädchen mein Mädchen (Lied: Goethe)
- Warum hast du mich wachgeküsst (Lied: Friederike)
- Heute tanzen wir den Pfälzertanz (Duett: Salomea – Lenz)
- Ein Herz wie Gold so rein (Lied: Goethe)

Dazu kommen noch das Finale I, Finale II und das Finale III.

## Rezeption
Friederike gehört der letzten Schaffensphase des Komponisten an. Diese Phase begann 1925 mit Paganini. Bezeichnend ist das Fehlen von Happy Ends in den Handlungen und eine dramatischere Musik als in den früheren Jahren Lehárs. Eine weitere Gemeinsamkeit der letzten Lehár-Operetten ist die Zusammenarbeit des Komponisten mit dem damals schon berühmten Operntenor Richard Tauber. Auch in Friederike finden sich Lieder, die speziell für ihn komponiert wurden. Die Operette hatte gute Kritiken und wurde vom Publikum zunächst sehr gut aufgenommen. Einige Kritiker verwiesen aber auf die Problematik, ob man es einem Genie wie Goethe antun könnte, in einer ihm unwürdigen Operette verewigt zu werden. In diesem Zusammenhang war von der „Verhunzung“ von Goethe-Versen die Rede.
Die Nationalsozialisten, die von Anfang an gegen dieses Werk opponierten, verboten dann nach ihrer „Machtergreifung“ in Deutschland und ab 1938 auch in Österreich weitere Aufführungen von Friederike, was auch damit begründet wurde, dass die Textdichter jüdischer Abstammung waren. Lehár versuchte vergeblich, bei Joseph Goebbels die Aufhebung des Verbots zu erreichen. In verschiedenen Häusern wurde die Operette dennoch weiter aufgeführt, so am 4. Februar 1942 am damaligen Reichsgautheater Innsbruck.
Nach dem Zweiten Weltkrieg wurde Friederike zunächst wieder öfter gespielt. Dann geriet das Werk mehr und mehr in Vergessenheit. Heute wird das Werk nur noch selten als Gesamtwerk aufgeführt. Einzelne Lieder sind aber nach wie vor Bestandteil von Konzertprogrammen.
2023 wurde von dem Regisseur Peter Lund für die Bühne Baden eine neue Textfassung geschaffen. In dieser zeitgemäßen Version wurden durch die Hinzunahme weiterer durch Goethe inspirierter Figuren (Die lustige Person, Theaterdirektor, Der Dichter), sowie einer Rahmenhandlung, die das Werk immer wieder aufbricht, historische Fakten und Zitate von Goethe in die Operettenversion eingeflochten, die den Fokus auf das Erleben von Friederike Brion richten.

## Tonträger
- Querschnitt bei EMI auf CD (1957): Operettenmelodien (Das Land des Lächelns, Der Zarewitsch, Friederike) mit Erika Köth, Helga Hildebrand (Sopran), Rudolf Schock, Manfred Schmidt (Tenor), den Berliner Symphonikern, Dirigent: Wilhelm Schüchter.
- Gesamtaufnahme bei EMI auf Doppel-CD (1980) mit Adolf Dallapozza (Goethe), Christian Wolff (Weyland), Erika Rüggeberg (Liselotte), Gabriele Fuchs (Salomea), Gudrun Greindl-Rosner (Dorothée), Gustl Datz (Brion), Harry Kalenberg (Großherzog), Helen Donath (Friederike), Helene Grabenhorst (Hortense), Jürgen von Pawels (Knebel), Maria Stadler (Magdalena), Martin Finke (Lenz), dem Chor des Bayerischen Rundfunks und dem Münchner Rundfunkorchester, Dirigent: Heinz Wallberg.
- Gesamtaufnahme (dt.; mit frz. Zwischentexten) bei Universal Music France (2011) mit Nicola Beller Carbone (Friederike), Marius Brenciu (Goethe), Yves Saelens (Lenz), Mirjam Neururer (Salomea) u. a., dem Orchestre de Montpellier Languedoc-Roussillon, Dirigent: Lawrence Foster.
- Gesamtaufnahme beim Label CPO (2009) mit Kristiane Kaiser (Friederike), Sylvia Schwartz (Salomea), Klaus Florian Vogt (Goethe) und Daniel Behle (Lenz), dem Chor des Bayerischen Rundfunks unter der Leitung von Peter Dijkstra und dem Münchner Rundfunkorchester, Dirigent: Ulf Schirmer, der auch die Gesamtleitung innehatte.